# ماریو گریکو
ماریو گریکو (انگلیسی: Mario Greco؛ زادهٔ ۱۶ ژوئن ۱۹۵۹ ‏(۶۵ سال)) کارآفرین، اقتصاددان، بازرگان و مدیر ارشد اجرایی ایتالیایی است، که در حال حاضر به‌عنوان مدیرعامل شرکت جنرالی فعالیت می‌کند. وی از اعضای هیئت مدیره شرکت‌های پیرلی و ایندزیت می‌باشد.